# Trichaphodius comatus
Trichaphodius comatus är en skalbaggsart som beskrevs av Schmidt 1920. Trichaphodius comatus ingår i släktet Trichaphodius och familjen Aphodiidae. Inga underarter finns listade i Catalogue of Life.